# Chromagrion
Chromagrion is een geslacht van libellen (Odonata) uit de familie van de waterjuffers (Coenagrionidae).

## Soorten
Chromagrion omvat 1 soort:
- Chromagrion conditum (Hagen in Selys, 1876)